# Dekanat Wałcz
Dekanat Wałcz – jeden z 24 dekanatów diecezji koszalińsko-kołobrzeska w metropolii szczecińsko-kamieńskiej. 
W skład dekanatu wchodzą następujące parafie:
- Róża Wielka – parafia Trójcy Świętej
- Różewo – parafia św. Wawrzyńca
- Skrzatusz – parafia Wniebowzięcia Najświętszej Marii Panny
- Stara Łubianka – parafia Podwyższenia Krzyża Świętego
- Strączno – parafia św. Anny
- Szwecja – parafia św. Jakuba
- Szydłowo – parafia Matki Bożej Nieustającej Pomocy
- Wałcz – parafia Miłosierdzia Bożego
- Wałcz – parafia św. Antoniego
- Wałcz – parafia św. Mikołaja
- Witankowo - parafia Najświętszego Serca Pana Jezusa